# Muri, Aargau
Muri là một đô thị trong huyện Muri thuộc bang Aargau ở Thụy Sĩ.